# Alfa Octantis
Alfa Octantis (α Oct) – gwiazda w gwiazdozbiorze Oktanta. Jest odległa od Słońca o około 142 lata świetlne.

## Charakterystyka
Alfa Octantis to biało-żółta gwiazda spektroskopowo podwójna, o której składnikach stosunkowo niewiele wiadomo. Okrążają one wspólny środek masy w okresie 9 dni, 1 godziny i 45 minut. Na podstawie widma składniki zostały sklasyfikowane jako olbrzymy należące do typu widmowego F4 i F5, ale istnieje też praca, której autorzy zaliczyli je do typów typu widmowego A7 i typu widmowego G2. Łączna jasność składników jest 13,9 razy większa niż jasność Słońca; zakładając, że są one identycznymi gwiazdami typu F, można stwierdzić, że każda z nich ma jasność około 7 L☉ i promień równy 2 R☉. Nie są to w rzeczywistości olbrzymy, tylko gwiazdy ciągu głównego o osobliwym widmie, masach równych około 2 M☉ i wieku 1,9 miliarda lat, które pozostaną na ciągu głównym jeszcze przez 800 milionów lat.
Składniki układu Alfa Octantis okrążają się w średniej odległości 0,12 au, przy czym odległość zmienia się od 0,08 do 0,17 au. Ekscentryczność orbit także świadczy o młodości układu – siły pływowe z czasem zmniejszają mimośród orbit. Układ ten jest sklasyfikowany jako gwiazda zmienna zaćmieniowa typu Beta Lyrae, jednak wyznaczona inklinacja orbit sugeruje, że zaćmienia nie są możliwe. Niezgodność ta nie jest jak dotąd wyjaśniona.